# Teoría de la moral
La teoría de la moral es uno de los pilares del iusnaturalismo junto con la teoría del derecho y las relaciones entre la moral y el derecho. 
Plantea básicamente que existen una serie de principios morales universales e inmutables, lo que en términos morales llamaríamos absolutismo moral. Para los iusnaturalistas la moral no es subjetiva. Este conjunto de principios morales no solo existen, sino que son accesibles al hombre. Este conjunto de principios es lo que forma el llamado derecho natural, llamado así porque los iusnaturalistas creen que se encuentra en conformidad con la naturaleza.
Para los sofistas griegos del Siglo V a. C. existían dos mundos: El nomos, o mundo de la polis regido por un conjunto de normas destinadas a las relaciones sociales y la Fisis regido por las normas del derecho natural. En esa época los sofistas no distinguían la separación entre el mundo de los dioses y los hombres. La especialización de la naturaleza comenzó a darse en la especialización de la naturaleza humana, comenzó con la medicina (Hipócrates), donde se empezaron a dar tratamientos individualizados para cada paciente, lo que pasó más tarde al obrar y a la creencia de que existía un justo obrar para cada uno.
En definitiva, la teoría de la moral es un pilar importante en las teorías iusnaturalistas, vigentes desde el siglo V a. C., época en que se comenzó a estudiar el derecho hasta el siglo XIX que fue el inicio del positivismo jurídico, vigente aun hoy en día y con mayor predominancia que las teorías iusnaturalistas.
Se imagina al hombre en el mejor de los mundos posibles, ejerciendo todas las libertades utilizando la razón primordialmente.
- Datos: Q10936656